# Le Grand Miroir de l'amour mâle
Le Grand Miroir de l’amour mâle est un roman de Ihara Saikaku paru en 1687. L’ouvrage est constitué de deux parties divisées en quarante courts récits. La première partie est consacrée aux amours des samouraïs et la seconde aux amours des acteurs. Les textes sont consacrés aux relations sentimentales et sexuelles entre hommes. La publication est à l’époque destinée à un public bourgeois éduqué mais également aux militaires. Cet ouvrage ouvre la tradition littéraire homosexuelle au Japon. Par sa peinture réaliste de la société de l’époque, il marque le renouveau du genre romanesque au Japon.

## Commentaires
L’auteur utilise un ton parodique pour introduire son propos en vantant les mérites de l‘homosexualité masculine comparée aux relations avec les femmes. Dans la première partie, il insiste sur les notions d’honneur et de politesse : aider l’homme aimé, ne pas trahir, répondre aux lettres des soupirants. Les relations sexuelles ne sont pas décrites explicitement mais de manière allusive : référence au chrysanthème, à la pluie, à la lune, boire dans la rivière où a bu l’être aimé, évoquer un viol dans une forêt sans le décrire. La nature joue un rôle important dans le discours et l’utilisation de toponymes poétiques est fréquente. Les récits sont parfois empreints de masochisme : se blesser, s’amputer, s’ouvrir le ventre, avoir froid. La seconde partie est consacrée à des acteurs du kabuki, onnagata, acteurs le jour et prostitués la nuit dans les quartiers de plaisirs. Les relations sexuelles sont davantage décrites dans cette partie mais l’auteur ne cède pas à la description pornographique.